# Profil topograficzny

Przykład profilu terenu

Profil topograficzny (profil terenu, przekrój topograficzny) – wykres, na którym na osi poziomej przedstawiono odległości wzdłuż wybranej linii poprowadzonej przez teren, a na osi pionowej wysokości bezwzględne.
Profilowanie terenu polega na nanoszeniu linii przecięcia powierzchni terenu (za pomocą wyobrażonej, tnącej powierzchni geometrycznej) na płaszczyznę obrazu. Istnieją interaktywne mapy które ten proces automatyzują.
Profil zazwyczaj wykreśla się dla charakterystycznych linii wyznaczonych wzdłuż lub poprzek doliny lub masywu górskiego, lub wzdłuż nachylenia stoku na podstawie mapy topograficznej lub zdjęcia lotniczego.
Rodzaje profili: 
- profil poziomy – powierzchnia tnąca zazwyczaj bywa płaska (na wybranym poziomie wysokości). Otrzymany obraz to warstwica.
- profil pionowy – powierzchnia tnąca (zawsze pionowa) może być płaska (w wybranym kierunku) lub falista (np. wzdłuż rzeki).

Wykreślenie profilu wymaga mapy izoliniowej (z warstwicami) z naniesioną trasą cięcia. Obraz jest wykresem wysokości punktów terenu (przecięć warstwic z trasą) połączonych wygładzoną, uśrednioną linią.
Profil ma charakter niwelacyjny wskazując wysokości względem poziomu odniesienia (zazwyczaj m n.p.m.) i morfologiczny pokazując nachylenie zboczy (pomiędzy punktami wykresu).